# Weesperplein (stacja metra)

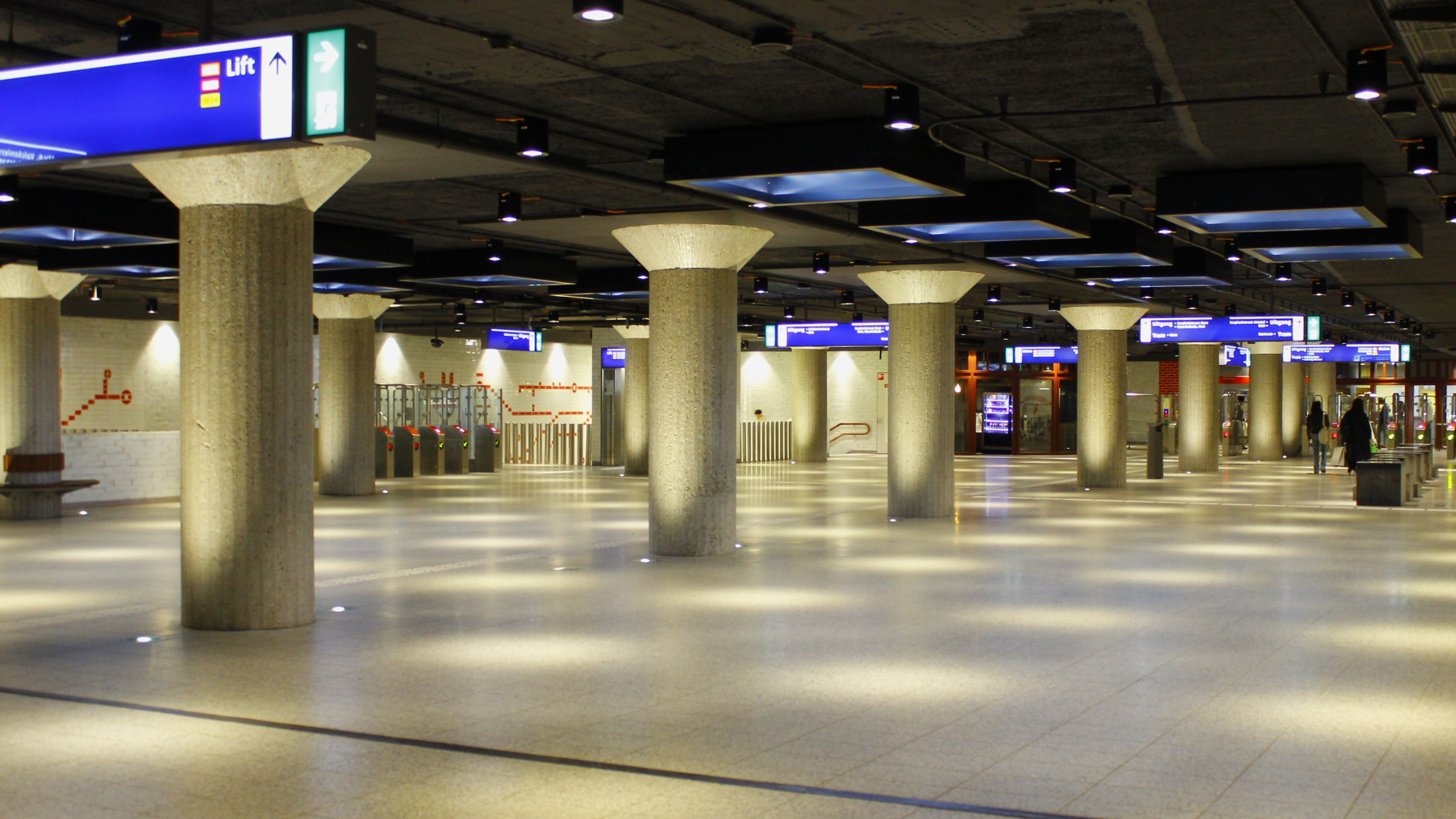

Weesperplein – stacja metra w Amsterdamie, położona na linii 51 (pomarańczowej), 53 (czerwonej) i 54 (żółtej). Została otwarta 16 października 1977. Znajduje się w dzielnicy Centrum, pod placem o tej samej nazwie Weesperplein.